# Lili Elbe

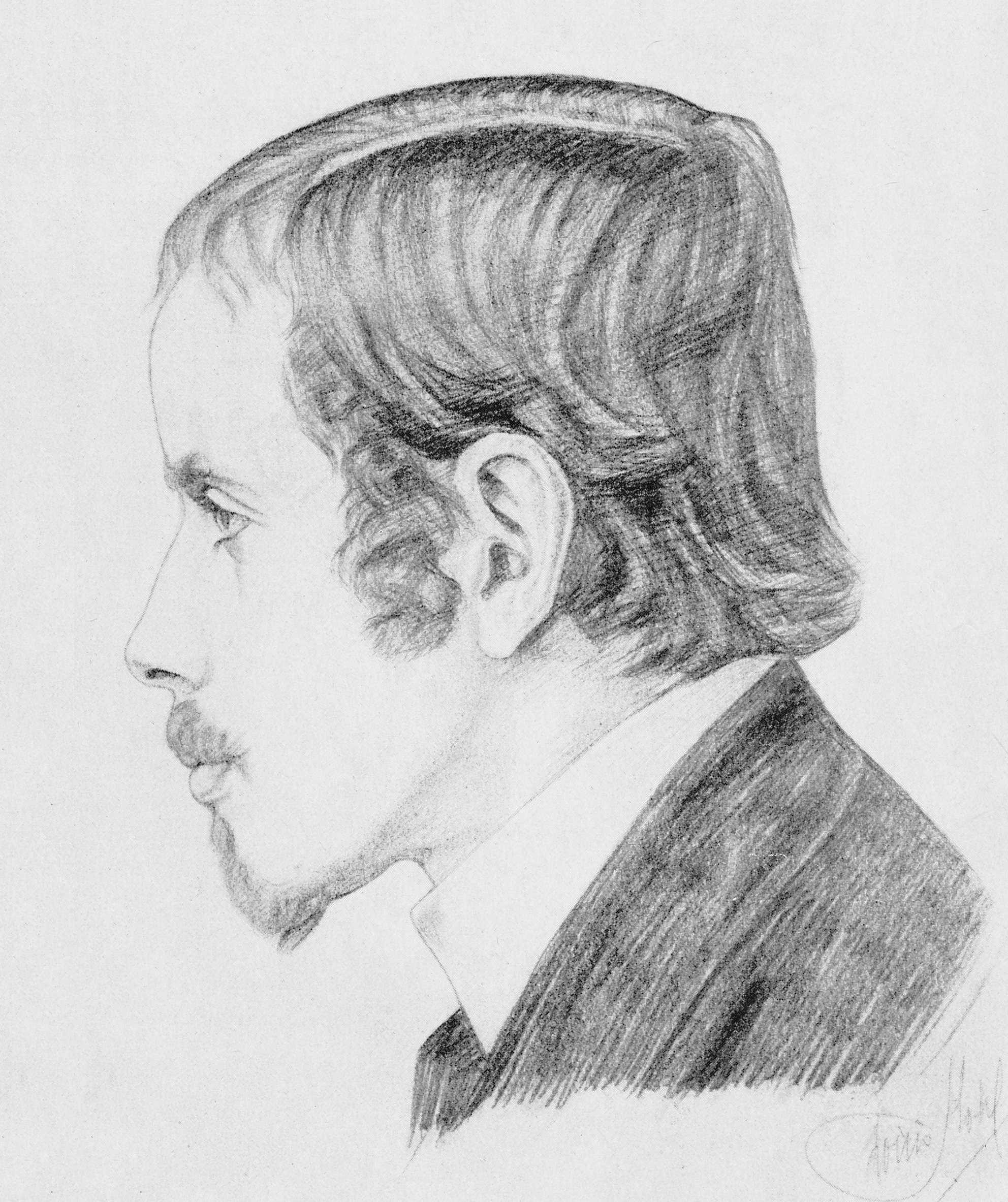
Lili Elbe, cap a 1920

Lili Elbe (Vejle, 28 de desembre de 1882 - Dresden, 13 de setembre de 1931) va ser la primera persona coneguda a fer-se una cirurgia de reassignació de sexe.
Va ser pintora amb el seu nom de naixement Einar Wegener. Després de la transició el 1930, la va canviar legalment. nom a Lili Ilse Elvenes, va deixar de pintar, i més tard va adoptar el cognom Elba. Va ser la primera receptora coneguda d'un trasplantament d'úter en un intent d'aconseguir l'embaràs, però va morir a causa de les complicacions posteriors.
Les versions del Regne Unit i dels Estats Units de la seva narrativa semi-autobiogràfica es van publicar pòstumament el 1933 sota el títol Man into Woman: An Authentic Record of a Change of Sex. Una pel·lícula inspirada en la seva vida, The Danish Girl, es va estrenar el 2015. Una òpera basada en la seva vida, Lili Elbe, composta per Tobias Picker, es va estrenar el 2023.

## Biografia
Va néixer a Dinamarca i va ser identificada com a home al moment del seu naixement. Va ser una artista de considerable èxit amb el nom assignat en néixer d'Einar Mogens Wegener.
Lili (que en aquells moments era coneguda com a Einar Elbe) va conèixer Gerda Wegener a l'Escola d'Art de Copenhaguen (Kunstakademiet) i es van casar el 1904, quan Lili tenia 22 anys i Gerda, 19. Totes dues van treballar com a il·lustradores, Lili es va especialitzar en pintures de paisatges mentre que Gerda ho va fer amb llibres il·lustrats i revistes de moda. Sembla que Lili va notar la seva propensió cap als vestits femenins mentre es trobava modelant per Gerda.
La parella va viatjar per Itàlia i França i es van establir finalment a París l'any 1912, on Lili va començar a viure obertament com a dona. Einar va rebre el premi Neuhausens el 1907, després d'exhibir en la Kunstnernes Efterårsudstilling, en el Vejle Art Museum, i en el Salon d'Automne de París.
Lili es va adonar de la seva condició de dona transsexual mentre reemplaçava a la model absent de Gerda. Gerda li va demanar a Lili que vestís mitges i sabates de taló perquè pogués substituir les cames de la model amb les seves. Amb el temps, Gerda es faria famosa per les seves pintures d'una dona molt bonica amb bells ulls i vestida a la moda. El 1913 es va descobrir que aquesta dona de Gerda era Lili.
Després d'això, entre 1920 i 1930 Lili es vestia regularment de dona i anava a diferents festes i atenia a les visites a casa seva presentant-se com a Lili Elbe. Una de les coses que li agradava fer era desaparèixer utilitzant un dels seus vestits, pels carrers de París, entre la multitud en el Carnestoltes. Aparentment era acceptada com a dona i fins i tot va rebre una proposta de matrimoni, molts anys abans que fes la seva transició quirúrgica. Només els seus amics íntims sabien que ella era una dona transsexual i per a aquells que no ho sabien, Gerda la presentava com si Lili fos la cosina d'Einar.

## Cirurgies
El 1930, Lili va viatjar a Alemanya per realitzar-se una cirurgia, la qual era encara molt experimental en aquell temps. Es van dur a terme una sèrie de cinc operacions en un període de dos anys. La primera intervenció va consistir en la castració amb l'extirpació completa dels òrgans genitals masculins, feta sota la supervisió del sexòleg Magnus Hirschfeld a Berlín.
La resta de les cirurgies de Lili les va dur a terme el doctor Kurt Warnekros a la clínica municipal per a dones de Dresden. La segona intervenció va consistir en un trasplantament d'ovaris, provinents d'una jove de 26 anys. Els van extirpar ràpidament en una tercera i quarta operació, a causa del rebuig i a altres greus complicacions. La cinquena operació va consistir en un trasplantament d'úter i estava pensada per permetre a Lili, que rondava els 50, ser mare, però va resultar també un rotund fracàs.

## Identitat sexual
Es creu que probablement era intersexual; la seva aparença era més de dona que d'home, i podria haver tingut la síndrome de Klinefelter. Certament tenia un cos femení i trets facials que la feien veure's com una dona jove.
Un doctor de Dresden deia haver notat ovaris rudimentaris, i les anàlisis de sang prèvies a la intervenció indicaven una quantitat considerable d'hormones femenines a costa de les masculines. Durant la cirurgia, es van trobar evidències d'òrgans masculins i femenins dins del seu cos.

## Identitat legal
Al moment de la cirurgia de Lili, el seu cas ja era una sensació als diaris de Dinamarca i Alemanya. El rei de Dinamarca va invalidar el matrimoni dels Wegener a l'octubre de 1930, i Lili va aconseguir obtenir legalment el canvi de sexe i de nom, i va rebre un passaport amb el nom de Lili Elbe. També va deixar de pintar, ja que creia que això era una cosa que feia com a home, i ja no li corresponia fer-ho més amb la seva identitat de dona.
Gerda Wegener es va casar amb un oficial Italià, aviador, i diplomàtic, el major Fernando "Nando" Porta, i es van mudar al Marroc, on es va assabentar de la mort de Lili, a qui Gerda es va referir com "la meva pobre i petita Lili". Després de viure diversos anys a Marrakech i Casablanca, els Porta es van divorciar, i Gerda va tornar a Dinamarca, on va morir el 1940.
Després de la dissolució del matrimoni dels Wegener, Lili va acceptar una proposta de matrimoni d'un home desconegut, pensant a casar-se tan aviat com pogués estar a punt per ser mare.

## Mort
Lili Elbe va morir el 1931, probablement a causa de complicacions després de la seva cinquena i última operació. Els estudis del cas de Lili fan l'efecte que la seva defunció va ser causa de les greus complicacions produïdes per un fallit trasplantament d'ovaris. Es troba enterrada a Dresden.

## Llibres
- Un llibre sobre la vida de Lili Elbe, Man into Woman (editat per Ernst Ludwig Hathorn Jacobson utilitzant el pseudònim de Niels Hoyer) va ser publicat el 1933. Al llarg del llibre també s'utilitzen pseudònims per als amics. ISBN  0-9547072-0-6
- La novel·la de David Ebershoff anomenada The Danish Girl (2001), es va convertir en un bestseller internacional i va ser traduït a una dotzena d'idiomes. La novel·la ha estat adaptada per a la pantalla pels productors Gail Mutrux i Neil LaBute. ISBN  0-14-029848-7
- Un registre detallat de les operacions de Lili Elbe, la seva preparació i el rol de Magnus Hirschfeld poden ser trobats en l'estudi alemany Schnittmuster donis Geschlechts. Transvestitismus und Transsexualität in der frühen Sexualwissenschaft pel doctor Rainer Herrn (2005), pags. 204-211. ISBN  3-89806-463-8

## Pel·lícules
- L'actor Eddie Redmayne protagonitza The Danish Girl, una pel·lícula en la qual dona vida a l'artista transsexual danesa Lili Elbe. Tom Hooper serà l'encarregat de dirigir el film, que comptarà amb un guió de Lucinda Coxon, basat en la novel·la homònima d'èxit de David Ebershoff.[42]